# Союз ТМА-09М
«Союз ТМА-09М» — российский пассажирский транспортный пилотируемый космический корабль, на котором был осуществлён полёт к Международной космической станции трёх участников экспедиции МКС-36. Это был 116-й пилотируемый полёт корабля типа «Союз», начиная с первого полёта в 1967 году. Запуск корабля выполнен 29 мая 2013 года, посадка спускаемого аппарата состоялась 11 ноября 2013 года.

## Экипаж
- (ФКА) Фёдор Юрчихин (4-й космический полёт) — командир экипажа;
- (НАСА) Карен Найберг (2) — бортинженер;
- (ЕКА) Лука Пармитано (1) — бортинженер.

## Дублёры
- (ФКА) Михаил Тюрин (3-й космический полёт) — командир экипажа;
- (НАСА) Ричард Мастраккио (4) — бортинженер;
- (JAXA) Коити Ваката (4) — бортинженер.

## История
- 29 мая 2013 года в 0:31 MSK корабль стартовал к МКС по четырёхвитковой схеме и менее чем через 6 часов в 06:10 пристыковался к малому исследовательскому модулю «Рассвет» российского сегмента МКС[2][3].
- 11 ноября 2013 года в 6:49 мск спускаемый аппарат пилотируемого корабля «Союз ТМА-09М» с олимпийским факелом на борту благополучно приземлился в Казахстане[4].

## Галерея

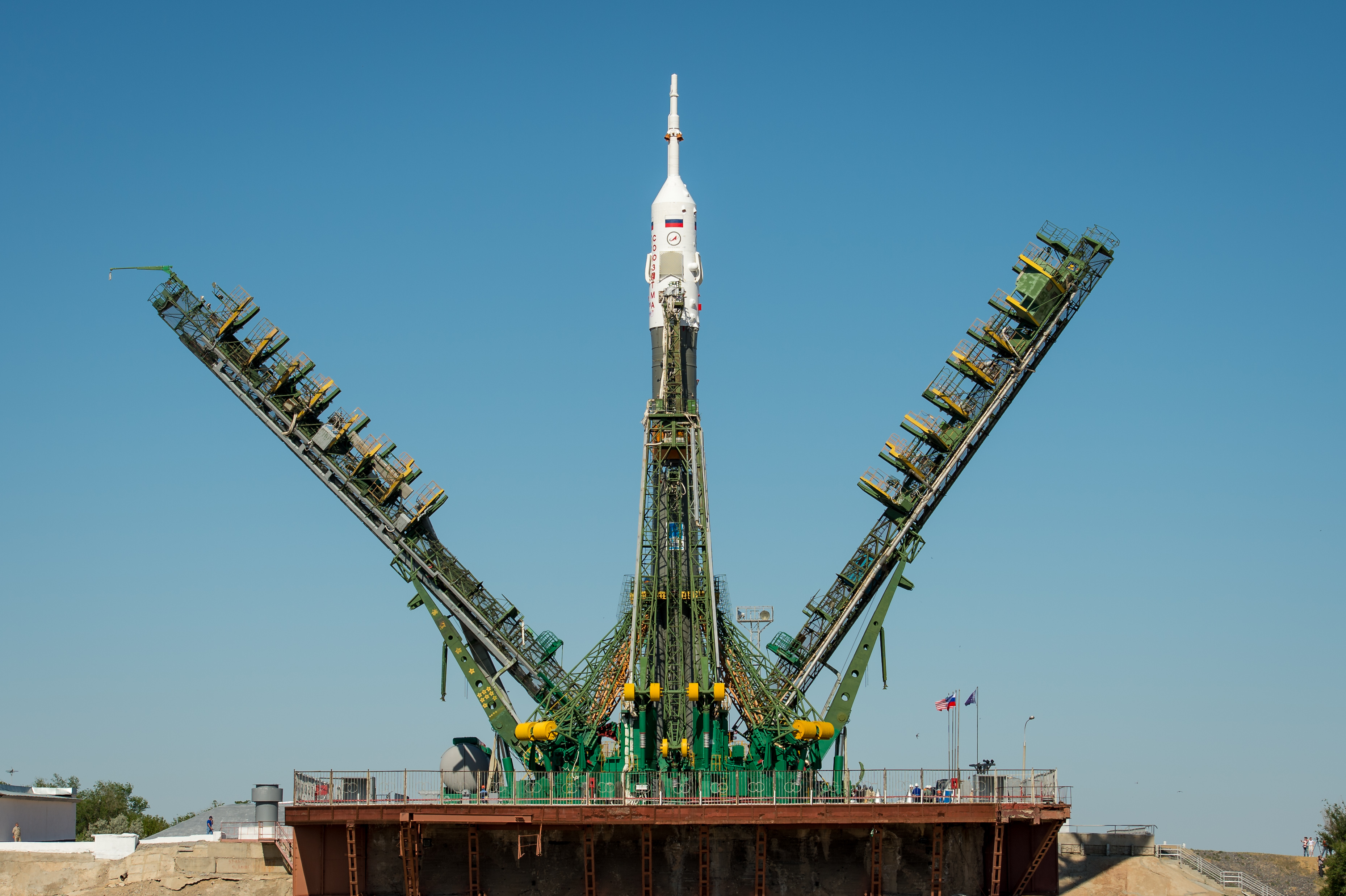
На старте
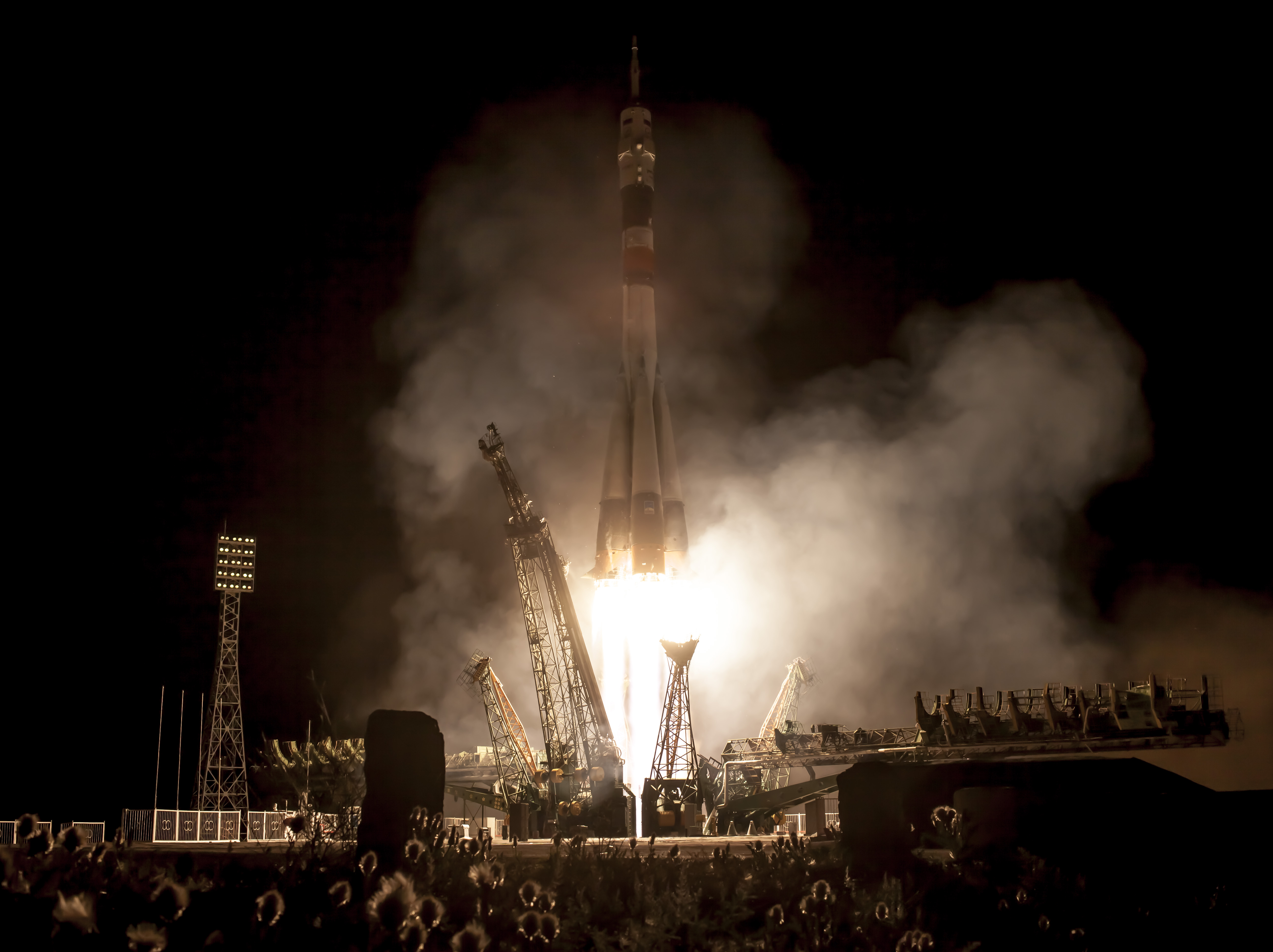
Запуск